# Pontes Ridge
Pontes Ridge är en bergstopp i Antarktis. Den ligger i Östantarktis. Australien gör anspråk på området. Toppen på Pontes Ridge är 1 790 meter över havet.
Terrängen runt Pontes Ridge är varierad. Trakten är obefolkad. Det finns inga samhällen i närheten. 